# Franska Hotkvintetten

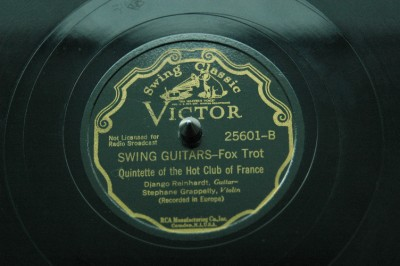
Skivetikett med inspelning av "Quintette of the Hot Club of France" (möjligen USA-utgivning).

Franska hotkvintetten, på franska Le Quintette du Hot Club de France, var en fransk jazzgrupp. Den bildades 1934, bland annat med Stéphane Grappelli och Django Reinhardt som medlemmar.

## Historik
Bandet startade tack vare jamsessioner mellan låtarna på Hotel Claridge (37 Rue Francois) i Paris 1933. Kvintetten hade en ovanlig sättning med violin, tre gitarrer och kontrabas. I bandet ingick, förutom solisterna Django Reinhardt (gitarr) och Stephane Grappelli (violin), Roger Chaput och Joseph Reinhardt på gitarr och Lois Vola på bas.
I december 1934 spelade de in sin första skiva på skivmärket Ultraphone. De blev mycket populära och spelade in flera skivor och uppträdde flera gånger utanför Frankrike, bland annat i Sverige 1939. Bandet fortsatte spela under andra världskriget, dock utan Grappelli som flyttade till London medan resten av bandet stannade kvar i Paris. Under krigsåren ersattes Grappelli av klarinettisten Hubert Rostaing. Men 1946–1949 var den ursprungliga kvintetten återförenad.
1939 bildades Svenska Hotkvintetten med den franska kvintetten som förebild.